# Galadhrim
Galadhrim è un progetto musicale che nasce nel 1996 da un gruppo di giovani musicisti siciliani con lo scopo di creare una forma di musica che si avvicini il più possibile alle atmosfere elfiche descritte negli scritti di J. R. R. Tolkien. L'uso di strumenti prettamente acustici e privi di ogni suono elettronico o sintetizzato caratterizza il loro genere musicale, che può classificarsi a metà strada tra la musica celtica e quella medievale.
I brani proposti sono composizioni originali ispirate a brani tratti da libri come Il Signore degli Anelli, Lo Hobbit od Il Silmarillion.
Il nome Galadhrim, ispirato al popolo degli elfi di Lórien (dal romanzo Il Signore degli Anelli di J.R.R. Tolkien), letteralmente significa popolo degli alberi.
Nel 2004 la formazione ha pubblicato un CD dal titolo Galadhrim, ed un nuovo lavoro discografico è attualmente in corso d'opera, col titolo provvisorio The Elder Days.

## Discografia
- 2004 Galadhrim
  - Bard Of The Lake
  - Galadhrim
  - Feanor
  - Tree and Leaves
  - The Brown
  - The Long Way Home
  - The Prophecy
  - Tears & Coals
  - Lorien
  - Nimrodel
  - Bard's Moan
  - Tinuviel